# قزل-توقای (شهرستان چتکل)
قزل-توقای (به لاتین: Kyzyltokoy) یک منطقهٔ مسکونی در قرقیزستان است که در شهرستان چتکل واقع شده‌است. قزل-توقای ۱٬۰۱۷ نفر جمعیت دارد و ۱٬۲۳۱ متر بالاتر از سطح دریا واقع شده‌است.